# UDP-2-acetamido-4-amino-2,4,6-tridezoksiglukoza transaminaza
UDP-2-acetamido-4-amino-2,4,6-tridezoksiglukoza transaminaza (EC 2.6.1.34, uridin difosfo-4-amino-2-acetamido-2,4,6-tridezoksiglukozna aminotransferaza) je enzim sa sistematskim imenom UDP-2-acetamido-4-amino-2,4,6-tridezoksiglukoza:2-oksoglutarat aminotransferaza. Ovaj enzim katalizuje sledeću hemijsku reakciju
UDP-2-acetamido-4-amino-2,4,6-tridezoksi-alfa-D-glukoza + 2-oksoglutarat {\displaystyle \rightleftharpoons } UDP-2-acetamido-2,6-didezoksi-alfa-D-gluko-heks-4-uloza
Ovaj enzim je piridoksal-fosfatni protein.

## Literatura
- Nicholas C. Price; Lewis Stevens (1999). Fundamentals of Enzymology: The Cell and Molecular Biology of Catalytic Proteins (Third изд.). USA: Oxford University Press. ISBN 019850229X.
- Eric J. Toone (2006). Advances in Enzymology and Related Areas of Molecular Biology, Protein Evolution (Volume 75 изд.). Wiley-Interscience. ISBN 0471205036.
- Branden C; Tooze J. Introduction to Protein Structure. New York, NY: Garland Publishing. ISBN 0-8153-2305-0.
- Irwin H. Segel. Enzyme Kinetics: Behavior and Analysis of Rapid Equilibrium and Steady-State Enzyme Systems (Book 44 изд.). Wiley Classics Library. ISBN 0471303097.

## Spoljašnje veze
- UDP-2-acetamido-4-amino-2,4,6-trideoxyglucose+transaminase на 